# Trepang
Il trepang è un prodotto alimentare largamente consumato da alcune popolazioni orientali.
Si ottiene da varie specie di oloturie, in particolare da Holothuria edulis dell'Oceano Indiano che, cotte in acqua di mare e poi passate in acqua dolce, vengono disseccate e talora affumicate. Per il consumo, soprattutto come minestre, le oloturie così preparate si tagliano a pezzi e si fanno bollire insieme ad erbe aromatiche.